# 登米市立豊里中学校
登米市立豊里中学校（とめしりつ とよさとちゅうがっこう）は宮城県登米市にあった公立中学校である。

## 概要
- 2005年4月1日に合併により豊里町が登米市の一部となったために、「豊里町立豊里中学校」から「登米市立豊里中学校」という校名になった。
- 2007年4月、校舎一体型小中一貫教育校の豊里小・中学校としてスタートするため、閉校となった。